# 小西さやか
小西 さやか（こにし さやか、1979年3月30日 - ）は、一般社団法人日本化粧品検定協会（民間資格）代表理事。

## 来歴
兵庫県神戸市生まれ。父は高校教員、母は薬剤師。小学5年生までは劣等生だったが、数学教師の父の特訓で成績は向上した。神戸市立平野中学校を経て兵庫県立長田高等学校を卒業後、水質汚染問題に興味があったことから広島大学工学部第三類（化学科）に進学。同大学院工学研究科博士課程前期（物質化学システム専攻）在学中、日本水環境学会誌に共著論文を発表。大学院に通う傍ら国連大学の補助研究員を務め、2003年に修士（工学）の学位を取得後、地元神戸のノエビアに研究開発職として入社。約8年間勤務し、化粧品製造の研究や評価に携わり、2006年春から美容液「フェアリーデュウ」の開発に関わった。
『AneCan』読者モデルで化粧品知識を披露したことが転機となり、2011年7月に一般社団法人コスメコンシェルジュ協会（現・一般社団法人日本化粧品検定協会）を立ち上げ、代表理事に就任。
趣味はゴルフとマラソンで、ホノルルマラソン（2011年）で完走した。2009年に結婚し、2019年に女児を出産。東京農業大学生物産業学部食品香粧学科客員准教授。
美容師免許は取得していない。

## 著書
- 『なまけ美容入門 - 「科学的な分析」でムダを省いたキレイの魔法-』主婦の友社刊 2012年12月発行 ISBN 9784072866344
- 『コスメの教科書 -日本化粧品検定協会 公式1級・2級対策テキスト-』主婦の友社刊 2013年9月発行 ISBN 9784072914571
- 『勘違いだらけのコスメ神話 -90パーセントのクチコミは間違っている?!- 』スタンダードマガジン刊 2014年1月発行 ISBN 9784938280543
- 『「私に本当に合う化粧品」の選び方事典』主婦の友社刊 2022年4月発行 ISBN 9784074499588